# NGC 3961
NGC 3961 is een balkspiraalstelsel in het sterrenbeeld Draak. Het hemelobject werd op 7 april 1793 ontdekt door de Duits-Britse astronoom William Herschel.

## Synoniemen
- UGC 6885
- ZWG 334.55
- PGC 37390